# Томсон, Джеймс (поэт, 1834)
Джеймс Томсон (англ. James Thomson; 23 ноября 1834, Порт-Глазго — 3 июня 1882, Лондон) — шотландский поэт, писавший под псевдонимом Биши Ванолис (англ. Bysshe Vanolis). Самое известное произведение Томсона — философская поэма «Город страшной ночи» (The City of Dreadful Night; отд. изд.: 1880).

## Жизнь и творчество
Родился в семье моряка торгового флота. С 8 лет воспитывался в приютах — Каледонской приютской школе и Королевском военном приюте, где получил профессию армейского учителя. В 1851 году послан служить армейским учителем в Ирландию, где свёл дружбу с вольнодумным публицистом Чарльзом Брэдлафом, который оказал сильнейшее влияние на формирование радикальных атеистических взглядов Томсона. С 1858 года начал печатать стихи и эссеистику в лондонских секуляристских изданиях под псевдонимом «Б. В.» (Биши Ванолис, от имени Перси Биши Шелли и анаграммы имени немецкого поэта-романтика Новалиса). В 1862 году оставил армейскую службу и переселился в Лондон, где получил должность мелкого клерка. Параллельно подрабатывал вольнонаёмным журналистом, писал рецензии и статьи, переводил прозу и стихи Джакомо Леопарди. В 1873 году недолго служил репортёром газеты «Нью-Йорк Ворлд», освещавшим события Третьей карлистской войны в Испании. Страдал от депрессии и алкоголизма. В 1874 году опубликовал своё главное произведение — отмеченную отчаянием и пессимизмом поэму «Город страшной ночи». Скончался в нищете в возрасте 47 лет.

## Переводы Томсона в России
Прозаический перевод поэмы «Город страшной ночи» был выполнен в 1908—1909 годах переводчицей и детской писательницей М. С. Безобразовой, сестрой В. С. Соловьёва. Перевод так и не был опубликован и до наших дней не дошёл. Поэтический перевод глав 1, 14, 16, 18, выполненный поэтом Евгением Тарасовым, был опубликован в составленной Д. П. Святополк-Мирским «Антологии новой английской поэзии» в русских переводах (Л., 1938).
Первый полный поэтический перевод поэмы выполнен Валерием Вотриным в 2011—2012 годах (изд. 2012).